# Acrostemon xeranthemifolius
Acrostemon xeranthemifolius là một loài thực vật có hoa trong họ Thạch nam. Loài này được (Salisb.) E.G.H.Oliv. mô tả khoa học đầu tiên năm 1976.